# Burst (Flandern)
Burst ist eine Teilgemeinde von Erpe-Mere an der Molenbeek in der Denderstreek in der Region Flandern. Sie liegt im Südosten der Provinz Ostflandern und gehört zum Arrondissement Aalst. Die Teilgemeinde wird begrenzt von den Teilgemeinden Bambrugge und Aaigem und den Gemeindegebieten von Herzele (Teilgemeinden Ressegem und Borsbeke) und Sint-Lievens-Houtem (Teilgemeinden Vlierzele und Zonnegem). Burst hat 2968 Einwohner (1. Januar 2003) und eine Fläche von 3,83 km². Die Bevölkerungsdichte ist 776 Einw./km².

## Geschichte
Der Name Burst wurde erstmals in einer Urkunde der St. Pietersabdij (Abtei) in Gent gefunden. In diesem Dokument von 1042 wird erklärt, dass das dorf Burste benachbart ist mit einem gleichnamigen Fluss, der Bursitia juxta fluviolum Burste. Ein Jahrhundert später, im Jahre 1151, wurde Burst das erste Mal unter dem aktuellen Namen genannt. Daneben wurde das Dorf in den folgenden Jahrzehnten in mehreren Dokumenten Borst, Bost und Bust genannt. Im Jahre 1846 hatte das Dorf 125 Bauernhöfe, darunter auch einige große. Zu dieser Zeit gab es im Dorf eine Weizenwindmühle, drei Brauereien und drei Brennereien. Zu Beginn des 19. Jahrhunderts hatte das Dorf 304 Einwohner und zu Beginn des 20. Jahrhunderts hatte es 963 Einwohner.

## Sehenswürdigkeiten
In Burst steht die Sint-Martinuskirche. Burst gehört zum Dekanat von Lede. Dort stehen anno 2011 noch immer neun Kapellen. Die meisten sind noch in gutem Zustand, aber es gibt auch einige die nicht unterhalten werden. Er gibt auch eine Höhle in Burst.

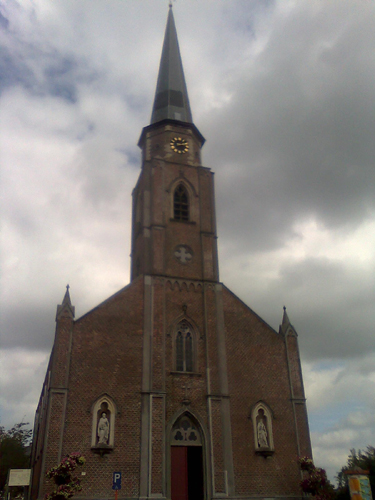
Die Kirche von Burst, Vorderansicht
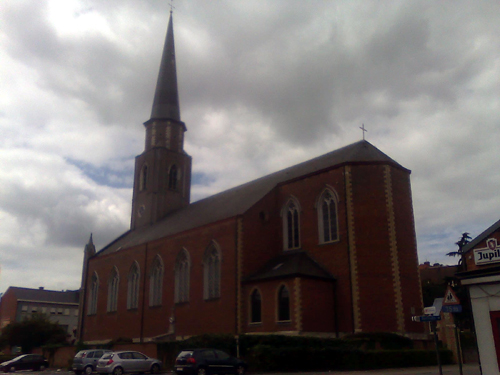
Die Kirche von Burst, Seitenansicht
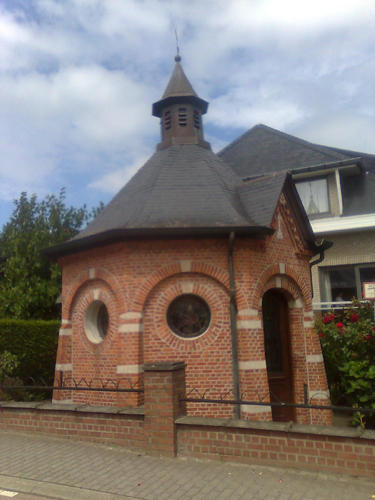
Die Kapelle in der Mitte von Gentsestraat
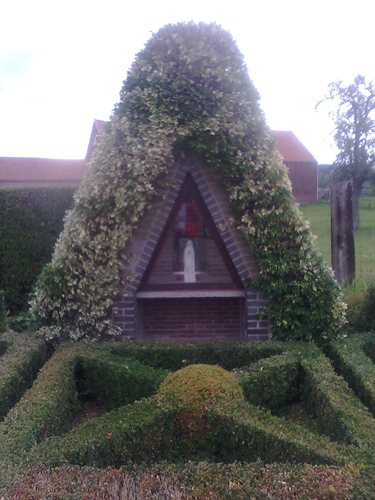
Die Kapelle am Ende von Gentsestraat
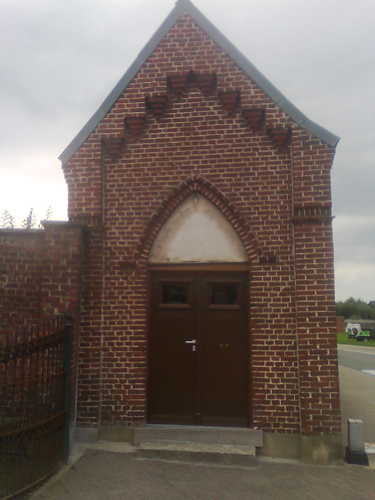
Die Kapelle am Anfang von Dorent
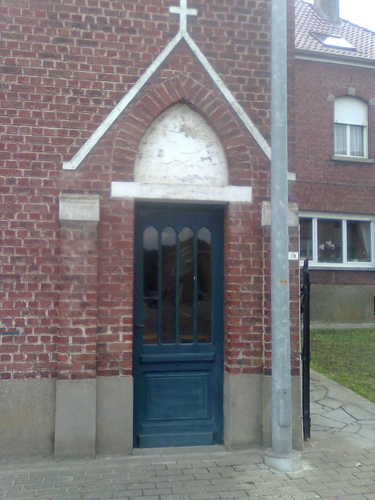
Die Kapelle in der Mitte von Dorent
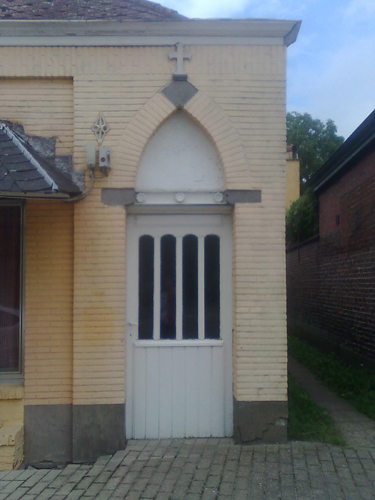
Die Kapelle am Ende von Dorent
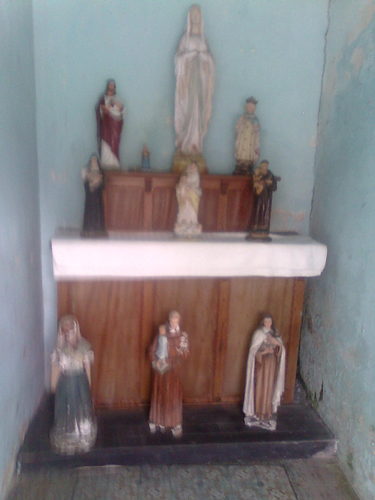
Der schlechte Zustand in der Kapelle am Ende von Dorent
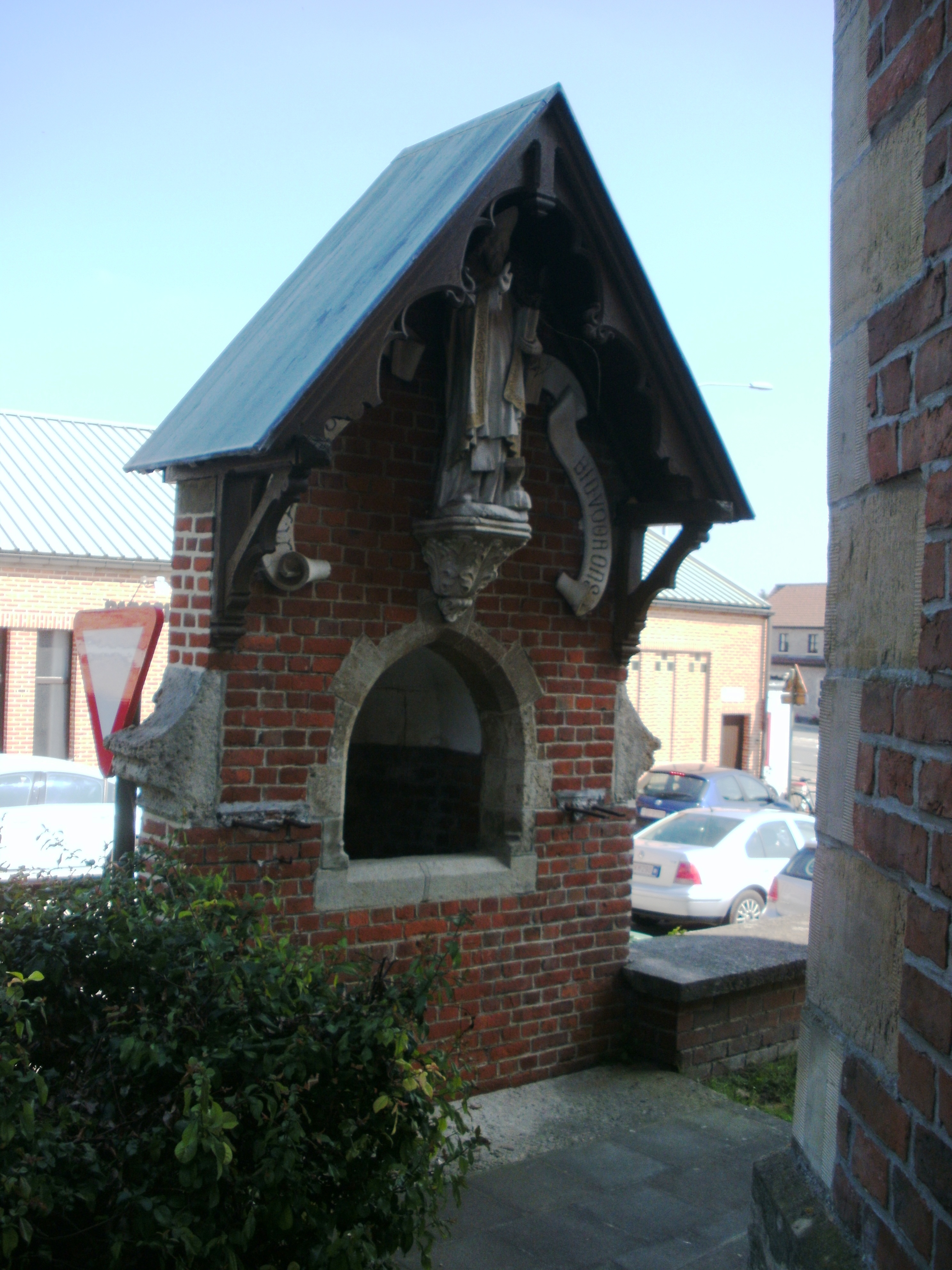
Die Kapelle zu Kerkstraat
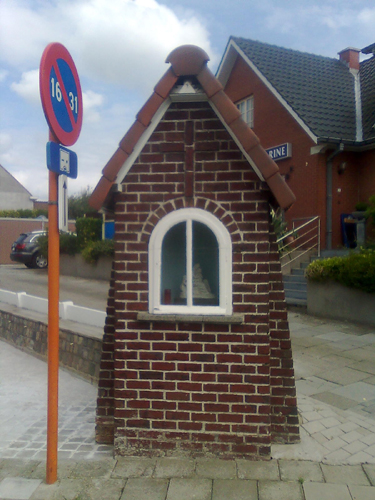
Die Kapelle zu Stationsstraat
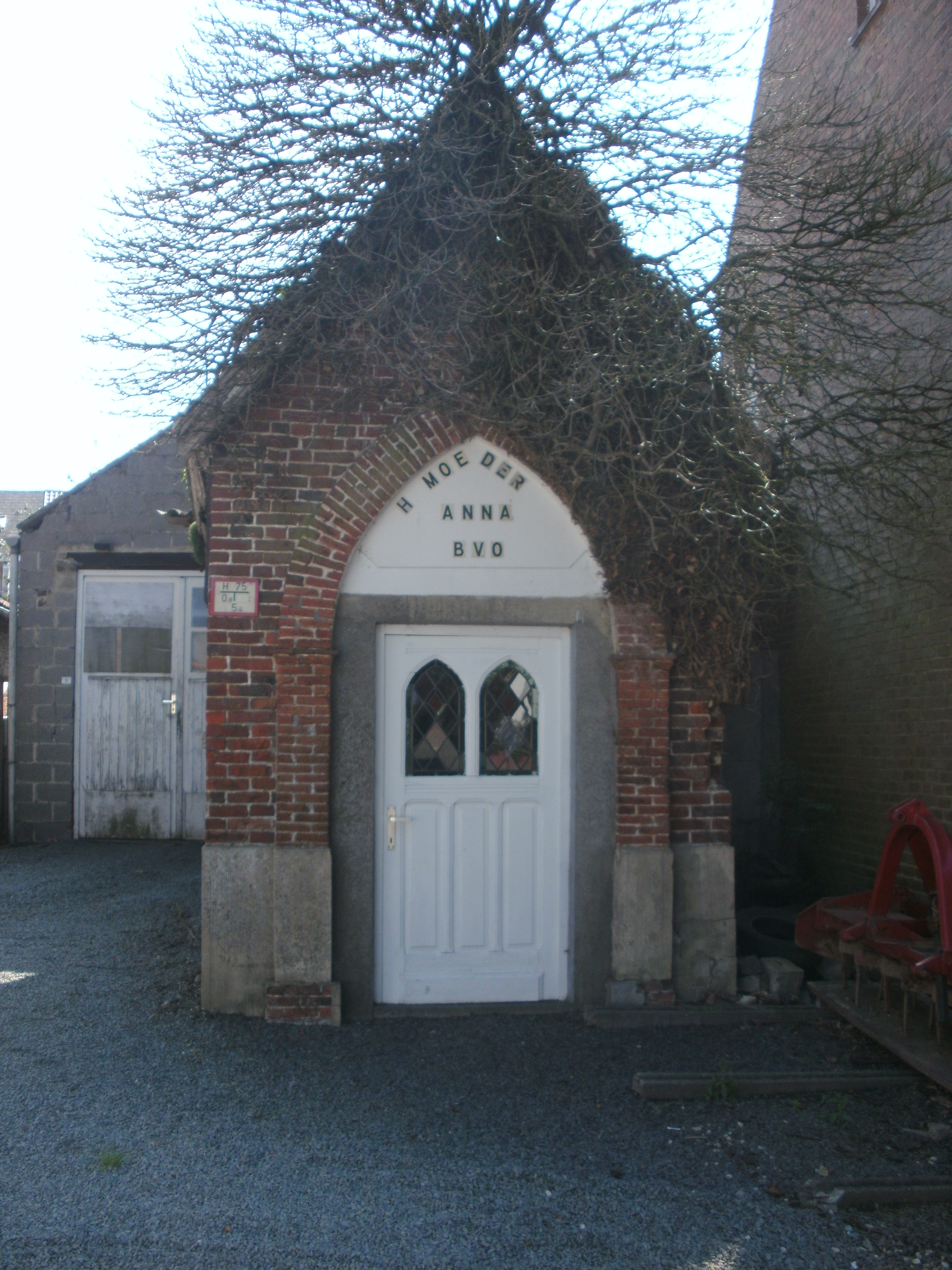
Die Kapelle zu Stokt
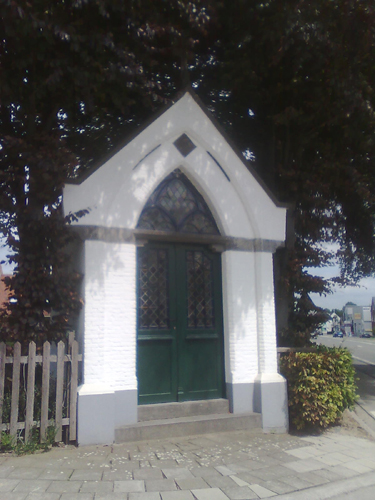
Die Kapelle zu Akkerstraat
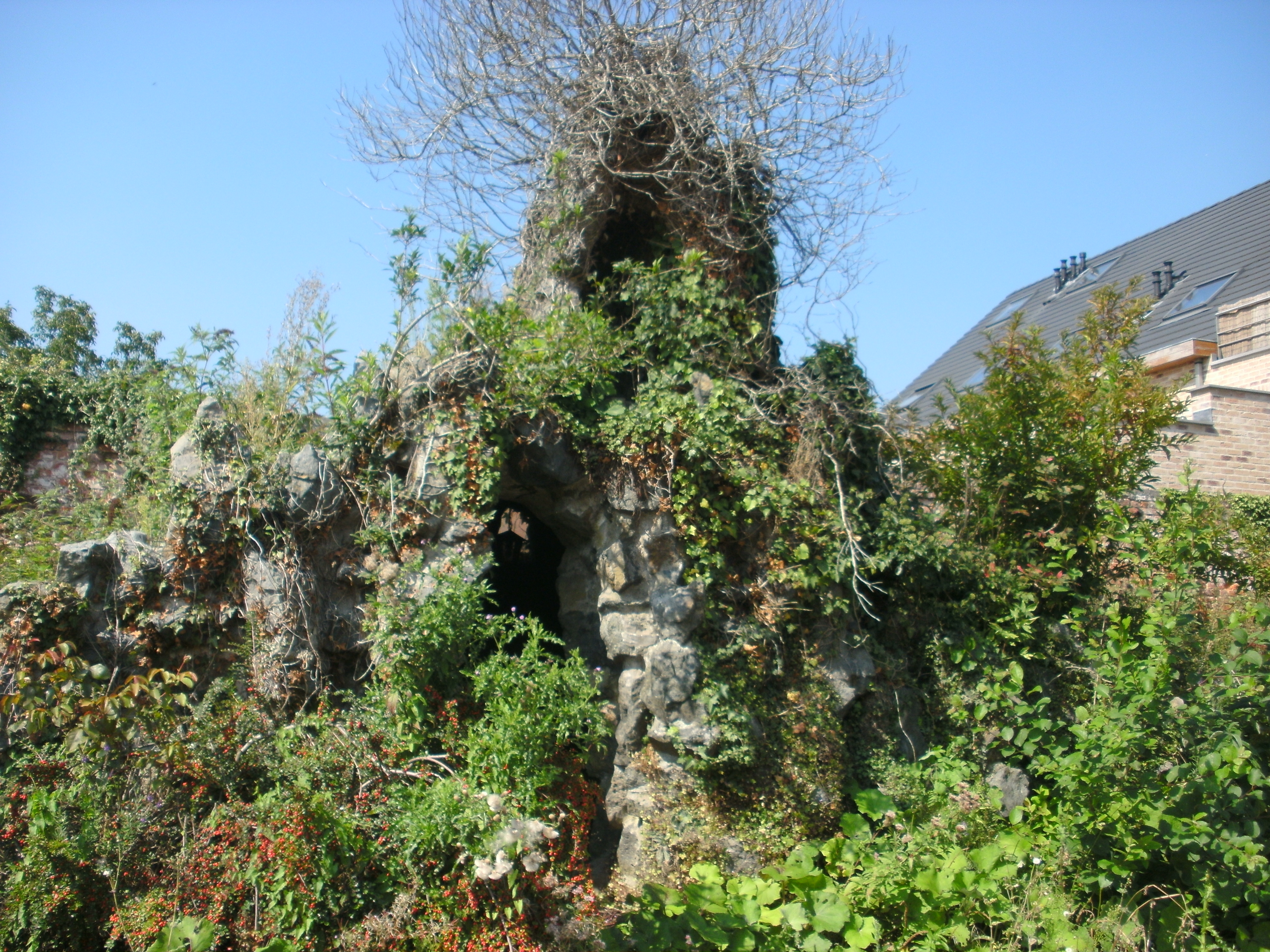
Die Höhle von Burst

## Sport
In Burst spielt der Fußballverein KFC Olympic Burst, der derzeit (2012) in der dritten Provinzial der Provinz Ostflandern aktiv ist.

## Tourismus
Durch Burst verläuft die Molenbeekroute. Die Molenbeekroute ist ein Knotenpunktsystem, bekannt vor allem durch die Mühlen der Gemeinde Erpe-Mere und zwei Bäche, die beide den Namen Molenbeek (Mühlenbach) tragen.

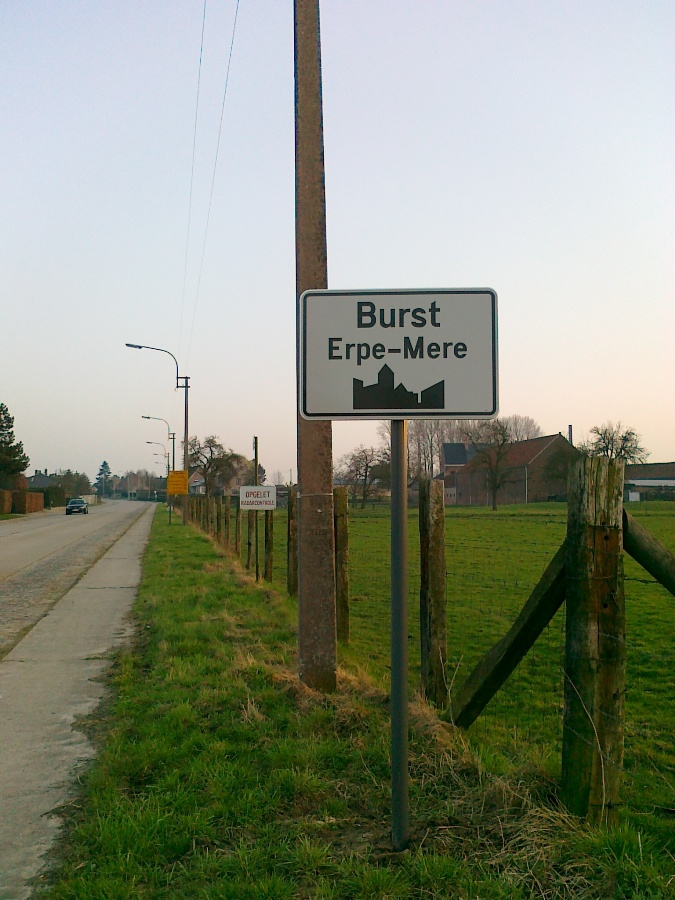
Beginn einer geschlossenen Ortschaft in Burst
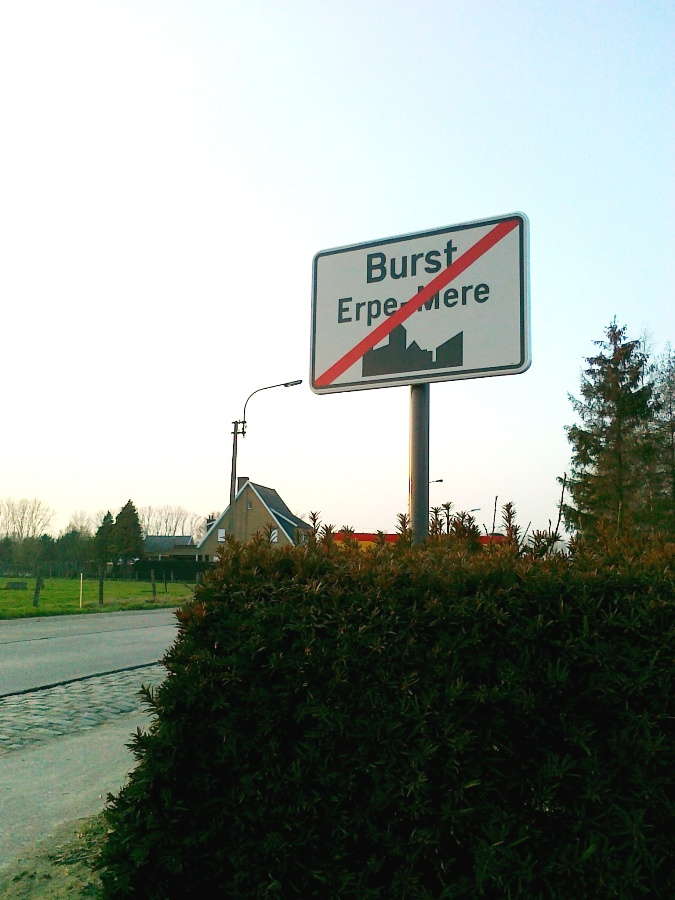
Ende einer geschlossenen Ortschaft in Burst